# گورنگه دراگوویه
گورنگه دراگوویه (به صربی: Gornje Dragovlje) یک منطقهٔ مسکونی در صربستان است که در Gadžin Han واقع شده‌است.